# I号戦車
I号戦車（いちごうせんしゃ、Panzerkampfwagen I、特殊車輌番号 Sd.Kfz.101）は、ドイツが第一次世界大戦後、初めて量産した豆戦車（5トン級）である。
訓練および生産技術の習得のための軽量・簡易な豆戦車として開発され、戦車型は約1,600輌弱が生産されたが、本来の実戦用戦車であるIII号、IV号の数が揃わず、第二次世界大戦開戦直後のポーランド侵攻作戦など、II号と共に実戦に投入された。
後に、全く別設計の「新型（neuer Art、n.A.、ノイアー・アーチ）」（C型）や「強化型（verstärkt、フェシュタールクト）」（F型）も、少数生産された。

## 開発と生産

### L.S.K.の開発
ヴェルサイユ条約によって戦車の開発を禁じられていたドイツだが、戦間期、秘密裏に「WD シュレッパー」「重トラクター」「軽トラクター」などの名称で、自走砲や戦車の試作が行われ、ソビエト連邦・カザンの実験場でテストが行われた。しかし、これらはどれも試作の域を出るものではなかった。
一方、軽トラクターの開発とは別に、1927年10月、クルップ社は、後に「L.S.K.」（leichte Selbstfahrkanone、ライヒト・ゼルプストファール・カノーネ、「軽自走砲」の意）と呼ばれる、自走砲のシャーシ（車台）の開発を開始した。リアエンジン・リアドライブ方式、操縦席は前部右側にあった。シャーシ中央に37 mm砲もしくは75 mm砲が置かれ、武装と装甲を含む重量は7.9 tになる予定であった。
1年半に及ぶL.S.K.のコンセプトの議論の後、クルップ社は2輌のL.S.K.の試作車の開発製造契約を結んだ。この計画は、軽トラクターの約6ヶ月前に開始されたが、両車（L.S.K.と軽トラクター）はほぼ同時に試験に達した。
L.S.K.の設計は、軽トラクターと同じく、サスペンションの問題に悩まされた。L.S.K.は失敗作に終わったが、リアエンジン方式の自走シャーシの概念は、次の「小型トラクター」（Kleinetraktor、クライネトラクトーア）～I号戦車の基礎となった。

### カーデン・ロイド豆戦車の登場
1928年、イギリスでカーデン・ロイド Mk.VI 豆戦車（機銃運搬車、牽引車）が開発され、各国に豆戦車ブームを起こした。各国は、従来の軽戦車の下位となる、それまでの兵器体系には無かった新たなカテゴリーである「豆戦車」の、購入・開発・整備に乗り出した。原型のMk.VI自体は1.5 t程度だが、実戦に耐えうるよう、改良を施すと、各国の豆戦車のように3 t程度になった。ドイツもこのブームを無視することはできなかった。
さらに、翌1929年には、「カーデン・ロイド Mk.VIII 試作軽戦車」＝「ヴィッカース Mk.I 軽戦車」（実質は豆戦車。乗員2名、全長4.01 m、戦闘重量4.8 t、59馬力のメドウスエンジンを搭載し、路上最高速度48 km/h、武装は旋回銃塔に.303インチ（7.7 mm）重機関銃 1挺）が開発された。実際に完成したI号戦車はこちらに近いと言える。
軽量な車体に（重量に対し相対的に）高出力エンジンを搭載した（出力重量比が小さい）カーデン・ロイド豆戦車/ヴィッカース軽戦車は、クリスティー快速戦車と並んで、1930年代の戦車の高速化に大きな役割を果たしたと言える。
I号戦車の原型である小型トラクターは、そもそも3トン級の豆戦車相当として開発が始まったのであって、ここは重要な点である。I号戦車を軽戦車として捉えると、I号戦車の本質を見誤ってしまう。小型トラクターは豆戦車相当であるがゆえに、軽戦車である軽トラクター（9 t程度）と並行開発がされたのであって、両車はそもそもカテゴリーが異なる（棲み分けがなされている）のである。（フロントエンジン・リアドライブ方式の）小型トラクターは、軽トラクターを補完する、軽トラクターの小型化版として開発されていたと考えるべきであろう。故に、（フロントエンジン・リアドライブ方式の）小型トラクターは、豆戦車ではあるが、カーデン・ロイド系ではない。
また、I号戦車を軽戦車と捉えると、軽戦車であるII号戦車とカテゴリーが重複してしまうが、I号戦車の本質を豆戦車（＋α）と捉え、II号戦車は開発中止となった軽トラクターの代替（そのポジション・ニッチを埋めるもの）だと考えれば、この両車もカテゴリーが異なる（棲み分けがなされている）わけである。
I号戦車は豆戦車（小型トラクター、クライネトラクトーア）から発展した、3トン級豆戦車と6トン級軽戦車の中間的存在である。そもそも、I号戦車が直接参考としたイギリスの軽トラクターの、その基となったヴィッカース Mk.I 軽戦車自体が、カーデン・ロイド豆戦車から発展したものである。I号戦車の位置付けを不等号で表すと以下のようになる。

### ドイツ版3トン級豆戦車「クライネトラクトーア」の開発
1930年2月14日、装甲車両の開発を担当する陸軍兵器局第6課は、軽トラクターより小型で製造コストの安い豆戦車を、「小型トラクター」（Kleinetraktor、クライネトラクトーア）の秘匿呼称で開発することを決定し、エッセンのクルップ社に対し開発を命じ、クルップ社ではエーリヒ・ヴォエルフェルト（Erich Wolfert）工学博士を中心に小型トラクターの設計を開始した。
1930年は小型トラクターの仕様の議論に費やされた。当初の仕様では、重量は3 t、60馬力のエンジンを搭載、2 cm機関砲（当時のドイツでは主武装の口径をmmではなくcmで表した）で武装する計画であった。
クルップ社は、1931年4月30日に砲塔の基本仕様書を、5月22日に車体の基本仕様書を、7月28日に戦闘室の基本仕様書を、陸軍兵器局第6課に提出した。
1931年6月24日に完成した小型トラクターのモックアップは、後のI号戦車とは著しく異なっていた。フロントエンジン・リアドライブ方式で（トランスミッションも前方配置）、全長は3460 mm、幅は1820 mm、重量は3.5 t（仕様書）、車体の装甲厚（仕様書）は、前/側面が13 mm、後面が10 mm、上/下面が6 mm、60馬力のクルップ社製水平対向4気筒空冷ガソリンエンジンで45 km/h（仕様書）、路上航続距離200 km（仕様書）。左右30度ずつの射角の2 cm機関砲はケースメイト前面右側に装備された。乗員は、車体後部の戦闘室に、左側前方に操縦手、右側後方に車長兼砲手の、2名であった。足回りは軽トラクターに似ていた。前後に長いことを除けば、後のポーランドのTKS 20 mm機関砲搭載型に似ていたと想像される。
※蛇足だが、この小型トラクターのスペックは、後のヴィーゼル1 兵器運搬車（20 mm機関砲搭載型）と近似である。
しかし、L.S.K.と軽トラクターの試験により、フロントエンジン・リアドライブ方式の欠陥が実証され、1931年9月18日、陸軍兵器局第6課のハインリヒ・エルンスト・クニープカンプにより、フロントエンジン・リアドライブ方式での小型トラクターの開発は中止された。同日、リアエンジン・フロントドライブ方式での新しい小型トラクターの仕様が承認された。

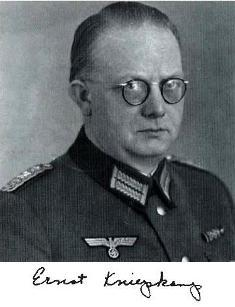
ハインリヒ・エルンスト・クニープカンプ（Heinrich Ernst Kniepkamp、1895年3月5日-1977年7月30日）。陸軍兵器局第6兵器試験部の技師で、特にハーフトラックと戦車の足回りの専門家。

この頃に、軽トラクターの発注が取り消されたのも、同様の理由だと考えられる。また、駆動方式の問題だけでなく、軽トラクターの設計（特に足回り。路上最高速度もわずか30 km/hと、1930年代の軽戦車としては、もはや遅過ぎる）が時代遅れになってしまっていたことも大きな原因であろう。
ドイツは、自国技術のみで、L.S.K.＝軽自走砲や、軽トラクター＝軽戦車や、小型トラクター＝豆戦車を開発しようとしたものの、足回りの開発が巧くいかず、自国技術を疑っていたクニープカンプは、イギリスからの技術導入を早くから提案していた。数年間に及ぶ自国技術のみでの開発の試みが挫折して、ようやく開発方針が変更されたわけである。

### 5トン級「クライネトラクトーア～I号戦車A型」の開発
1931年、交通兵監部総監のオズヴァルト・ルッツ（ドイツ語版、英語版）や、同兵監部主席参謀のハインツ・グデーリアンらによって将来の陸軍機械化構想がまとめられた。この構想では15トン級の主力戦車や、20トン級の支援戦車の2種が戦力の柱と位置づけられていたが、その開発にはなお長い時間が必要になると予想されたため、それまでの「繋ぎ」として、訓練用、生産技術習得を兼ね、軽戦車の開発が行われることとなった。そこで、クルップ社で開発中であった、小型トラクター（クライネトラクトーア）に白羽の矢が立った。
3トン級のフロントエンジン・リアドライブの小型トラクター（クライネトラクトーア）の開発は中止され、リアエンジン・フロントドライブの新たな小型トラクター（クライネトラクトーア）へと、クルップ社は開発を継続することになった。
新たな小型トラクターの開発にあたって、クニープカンプのかねてよりの提案により、開発の参考用として、ノヴァク社を通じて、イギリスのヴィッカース・アームストロング社に、同社製軽戦車（ホルストマン・サスペンション導入前の、ヴィッカース Mk.I 軽戦車）と類似の足回りを持つ、3輌の軽トラクターが、1輌目は1931年11月10日、2輌目は1932年9月12日、3輌目は同年10月11日に発注され、シリアルナンバー VAE 393・406・407 の各車が輸入された。1932年1月、VAE 393はクンマースドルフ試験場に到着した。
1932年5月5日、クルップ社は陸軍兵器局第6課に、新しい小型トラクターの基本仕様書を提出し、試作車1輌の製造契約が結ばれた。
試作1号車のシャーシが完成する前の1932年6月22日、3トン級の小型トラクター（クライネトラクトーア）の物と類似の、ケースメイト（砲郭、固定戦闘室）の前面右側に2 cm機関砲を限定旋回式に備えた、上部構造物のアイディアが提示された。
（上）ペーパープランのみに終わった、2 cm機関砲搭載ケースメイト方式5トン級クライネトラクトーア
しかし、ルッツが、ケースメイト方式よりも砲塔方式を望んだので、1932年6月28日に、2挺の機関銃を備えた旋回砲塔のアイディアが新たに提示され、それが採用された。
1932年7月29日にクルップ社が完成させた、新しい小型トラクターの試作車台（試作1号車）は、イギリス製車両の設計（特にリーフスプリング・サスペンション）の影響を色濃く受け継いだものとなった。それは、イギリスの技術が混在した、小さなL.S.K.のような外見であった。

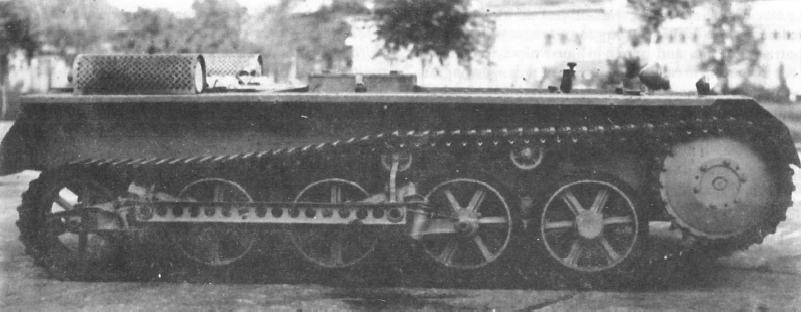
新しい小型トラクター（クライネトラクトーア）の最初の試作車台。上部支持輪が片側2個

ヴィッカース軽戦車系の足回りを模倣した新しい小型トラクターは、必然的にシャーシ（車台）も、足回りに適合したサイズとなった。
足回りに規定されることで、新しい小型トラクターの車体サイズは、それまでの3トン級の豆戦車サイズから、5トン級の軽戦車サイズへと、サイズアップすることになった。
具体例で示すと、ヴィッカース Mk.I 軽戦車の全長は4.01 m、I号戦車A型の全長は4.02 mである。この近似は偶然ではなく、Mk.Iの足回り（片側）の配置は、前方から、起動輪-転輪2個-転輪2個-誘導輪、の計6個（上部支持輪除く）なのに対し、I号戦車A型は、起動輪-独立制衝転輪1個-転輪2個-転輪1個-接地誘導輪、の計6個（同）と、（配置型式は異なれど）同数である。故に、各車輪の大きさや間隔が両車で同じくらいだとすると、シャーシの全長も同じくらいになるのは、当然のことであろう。
この車体サイズの拡大は、自走砲車台としての改造の余地を生み出し、I号戦車の兵器としての後々の延命を可能とした。
1932年8月15日から、クンマースドルフ試験場にて、小型トラクターの試作1号車の走行試験が開始された。
同年9月28日、小型トラクターの試作1号車と輸入軽トラクターとの比較走行試験が実施され、小型トラクターは路上最高速度40 km/hを発揮し、「カーデン・ロイドよりも機動性が優れている」という評価を受けた。
当初、小型トラクター（クライネトラクトーア）は、多目的車両として計画され、同じシャーシを流用して、前線観測車、砲兵トラクター、貨物運搬車などのバリエーションが開発される予定であった。しかし、1932年10月12日、ルッツは、少なくとも5両の武装を備えたクライネトラクトーア（下記の試作第2号車～6号車の増加試作車）をすぐに用意することを要求し、主目的である戦車以外のバリエーションは、（当面）計画中止となった。
試験の結果を基に、陸軍兵器局第6課は、1932年9月～1933年2月の間に、クルップ社に様々な改良を要求した。
1933年3月20日、陸軍兵器局第6課は、軟鋼製の増加試作車として、クルップ社に試作第2号車の、続いて同年5月10日、試作第3～6号車の、製造を発注した。
1933年7月1日、陸軍兵器局第6課から、主にクルップ社の他、技術習得のために、グルゾン製作所（クルップ社の子会社）、ヘンシェル社、MAN社、ラインメタル社、ダイムラー・ベンツ社の5社を含む、計6社に対し、小型トラクター150輌（1ゼーリエ）（Serie＝英語でのシリーズ（series）にあたる）の生産が発注され、クルップ社が135両、他の5社が各3両ずつ、担当することになった。
小型トラクターの砲塔と戦闘室の設計は、クルップ社とダイムラー・ベンツ社の競作となり、ダイムラー・ベンツ社の設計案が採用され、2ゼーリエから搭載されることになった。
1933年12月から、車体上部構造物と砲塔が無い車台のみの操縦訓練用車輌（Fahrschulwagen）（1ゼーリエ）の生産が始まり、続いて1934年7月から、戦闘室・砲塔を持つ戦車型（2ゼーリエ）の生産が開始された。なお、「1ゼーリエ」は「I号戦車A型」には含まれない。また、「2ゼーリエ」＝「I号戦車A型」の生産は、上記5社によって行われ、開発メーカーであるクルップ社は加わっていなかった。
ヴェルサイユ条約によってドイツは戦車の生産を禁じられていたため、連合国に戦車であることを察知されないように、秘匿のため、「農業用トラクター」（Landwirtschaftlicher Schlepper、ラントヴィルトシャフトリッヒャー・シュレッパー、略号：La.S.）の偽装名称が、生産期間中は使用され続けた。
当初、1935年8月頃には、「Versuchs Kraftfahrzeug 617、Vs.Kfz.617」（実験車輌 617）の実験車輌番号とともに、 「Maschinengewehr Panzerwagen」（機関銃装甲車）の公式名称を与えられ、1936年4月の再軍備宣言後に、「Sd.Kfz.101」の特殊車輌番号とともに、「I号戦車A型」（Panzerkampfwagen I Ausf. A）の制式名称が与えられた。
※ドイツ語の「Punkt」（プンクト）は「.」（点、ドット）を意味するが、繋げて読むと、前後の「ｐ、プ」と「t、ト」をほとんど発音しないので、「ウンク」と聞こえる。
1936年6月までに、2ゼーリエから4ゼーリエまで、計1,190輌のI号戦車A型が生産された。I号戦車は、ドイツで初めて大量生産された戦車であった。
また、操縦訓練用戦車は、土台として手頃な装軌車輛として、無線機と無線アンテナを増設した「Funkpanzer」(フンクパンツァー、無線車）や、ケーブル敷設車両や、整備作業車や、その他に改造されることもあった。

### I号戦車A型の構成

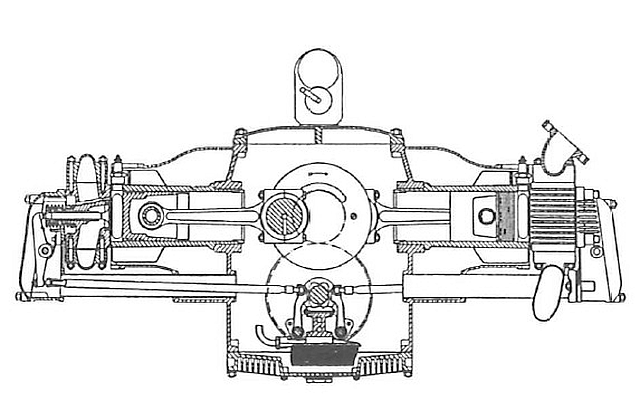
クルップ M305 空冷4気筒水平対向エンジンの断面図

I号戦車A型の各面装甲厚

I号戦車A型は、開発メーカーであるクルップ社製トラック用の改良型である、M305 空冷4気筒水平対向エンジン（57馬力）を搭載。
車体構造は当時の主流であったリベット接合ではなく、溶接で組み上げられていた。
MG13k機関銃（I号戦車の初期生産型は銃身長が短縮されていないMG13機関銃を装備）を左右並列に連装で装備する旋回砲塔（砲は搭載されてないので、正確には銃塔である）は戦闘室の右寄りに搭載され、戦闘室左側に乗員乗降用の水平二分割式のハッチを設けていた。砲塔（銃塔）前面には左右並列に上開き式のバイザーがあった。
砲塔（銃塔）内部には、砲塔後部下端から吊り下げられた車長兼機銃手用の座席が設けられていた。右側に砲塔（銃塔）旋回ハンドル、左側に機関銃の俯仰ハンドルがあった。右手で操作する旋回ハンドルの水平回転円盤の下面には、通常の棒状ハンドルの代わりに、ピストルグリップが付いており、トリガーガードとトリガーからなる、人差し指で引く方式の右側機関銃の撃発装置が付いていた。左手で操作する俯仰ハンドルの垂直回転円盤には、通常の棒状ハンドルの代わりに、左拳で握るT字型ハンドルが付いていた。これらにより、旋回・俯仰操作をしながらの、機関銃の射撃が可能であった。左右のMG13kは前後にずらされていた。左右のMG13kの間には望遠鏡式照準器があった。MG13kは、ベルト給弾方式ではなく、25発入りバナナ型マガジンによる給弾方式なので、継続射撃能力は劣っていた。各MG13kの左側面にはマガジンが、右側面には薬莢入れが付いていた。各MG13k自体にも通常のMG13と同じく、ピストルグリップが付いており、トリガーガードとトリガーからなる、人差し指で引く方式の撃発装置が付いていた。
弾薬は、7.92x57mmモーゼル弾で、通常弾が25発入りマガジン61個分の1,525発、SmK弾（鋼芯徹甲弾）が25発入りマガジン25個分の625発の、計2,150発を車内各部のマガジンラックに収納していた。他に機関銃に取り付けてある分など即応弾が100発、計2,250発を積載していた。
足回りは参考としたヴィッカース社製軽トラクターのリーフスプリングを用いたボギーを踏襲していたが、4つの転輪を持つヴィッカース・トラクター（最後尾転輪が誘導輪を兼ねる）に対し、負荷の掛かる最前部にコイル・スプリングで独立懸架した転輪を追加、最後尾の誘導輪を兼ねる転輪は大径化し、さらに2組のボギー外側に補強用のガーダービームを追加した。履帯は高マンガン鋼製、シングル・ドライピン式スケルトン・タイプで、形状はヴィッカース社製ほぼそのままのコピーだった。
I号戦車は、容積の問題から砲塔内に収容できなかったので、車体内戦闘室右前部（操縦手の斜め右前方、車長の足元前方）に、電撃戦の要である無線機（Fu.2受信機もしくはFu.5送受信機、通常はFu.2受信機）を、標準装備として備えていた。受信機は操縦手が無線手を兼任して操作した。各車は、戦闘指揮を専門とする「I号指揮戦車」の指示に従って、部隊全体で統一行動を行った。戦闘室の右前方に、起倒式の無線アンテナがあった。
車長と操縦手は車内では伝声管を通じてやり取りをした。

### I号戦車B型の開発

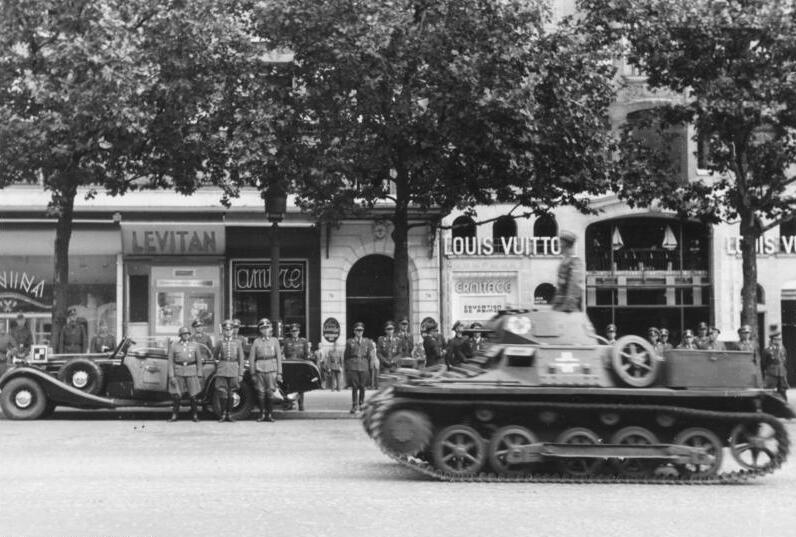
I号戦車B型。パリでのパレードに参加した武装親衛隊の車両

生産されたI号戦車A型は早速部隊配備され、再軍備宣言をしたナチス・ドイツの軍事力をアピールする役を果たしたが、運用上では、エンジンの出力不足や過熱問題、走行安定不良などの問題点が浮上した。これらを解決するため、小型指揮戦車用に開発された、マイバッハ製エンジンを搭載した、延長車体（約40 cm延長）が、戦車型にも採用されることになった。
クルップ社とダイムラー・ベンツ社によって開発された、延長車体のI号戦車は、当初、従来型の「クルップ型 1A 農業用トラクター（1A La.S. Krupp）」に対し、「マイバッハ型 1B 農業用トラクター（1B La.S. May）」の偽装名称が与えられていたが、後に「I号戦車B型」（Panzerkampfwagen I Ausf. B）の制式名称となった。

1930年代半ばまで、ドイツの軍用車両メーカーは、様々なエンジンメーカーからエンジンを調達することができたが、これは、戦時の大量生産という面や、戦場での部品調達や整備の面では好ましいことではなく、規格化と合理化のため、1935年10月までに、ほぼ全ての、戦車用エンジンとハーフトラック用エンジンの、設計と製造は、ボーデン湖のフリードリヒスハーフェンにある、マイバッハAGという1つの会社に集中された。
エンジンの型式記号の、NLは通常性能エンジンを、HLは高性能エンジンを、意味した。NLに比べてHLは、圧縮比が高く出力が大きい。それに続く数字はシリンダー容積＝排気量を意味した。TRはドライサンプ、TUはウェットサンプを意味した。例えば、「NL38TR」なら、ドライサンプ潤滑方式の3.8リッターの通常性能エンジンを表した。
同、工場で取り付けられていた補助機器の記号として、Kはクラッチ、R/RRはコンプレッサー/ラジエーターファン用のVベルトドライブ、Mはマグネトー点火を表した。
同、用途の記号として、Pは戦車用（Panzerkampfwageneinbau）、Zは駆逐戦車用（Zerstörereinbau）、Sは軍用トラクター用（Schleppereinbau）を表した。

1938年10月以降、低品質の74オクタン価ガソリンでの走行が義務付けられた。
I号戦車B型は、A型では接地していた誘導輪を独立させて持ち上げ、転輪を1つ追加、同型の転輪2つずつをボギーで支える形式となった。これに伴い、上部転輪も1つ追加された。マイバッハ製水冷エンジンNL38TR（100馬力）への変更に伴い、機関室は前後に延長され形状も変化したが、車体前部、戦闘室、砲塔はごく細部の仕様変更を除き、基本的にそのままとされた。I号戦車B型の生産は、上記6社からクルップ社とラインメタル社を除いた、グルゾン製作所、ヘンシェル社、MAN社、ダイムラー・ベンツ社の4社によって行われた。I号戦車B型は、A型の最終シリーズと並行して、「5aゼーリエ」「6aゼーリエ」として生産に入り、1935年8月から1937年6月にかけて計399輌（この内の72輌分の車台はＩ号指揮戦車B型に転用されているので、実質327輌）が生産された。
さらにB型ベースの、車体上部構造物と砲塔が無い車台のみの操縦訓練用車輌が295輌生産された。
さらに、装甲を強化した改修用車台（コンバーチブルシャーシ）が147輌生産された。この改修用車台とは、余剰となったA型の砲塔を再利用するために生産されたB型車台で、普段は操縦訓練用車台だが、車体上部構造物と砲塔を追加することで、完全な戦闘状態にアップグレードすることができた。実際にロシア戦線ではA型砲塔とB型車体の組み合わせのI号戦車が多く確認されている。

## 戦史

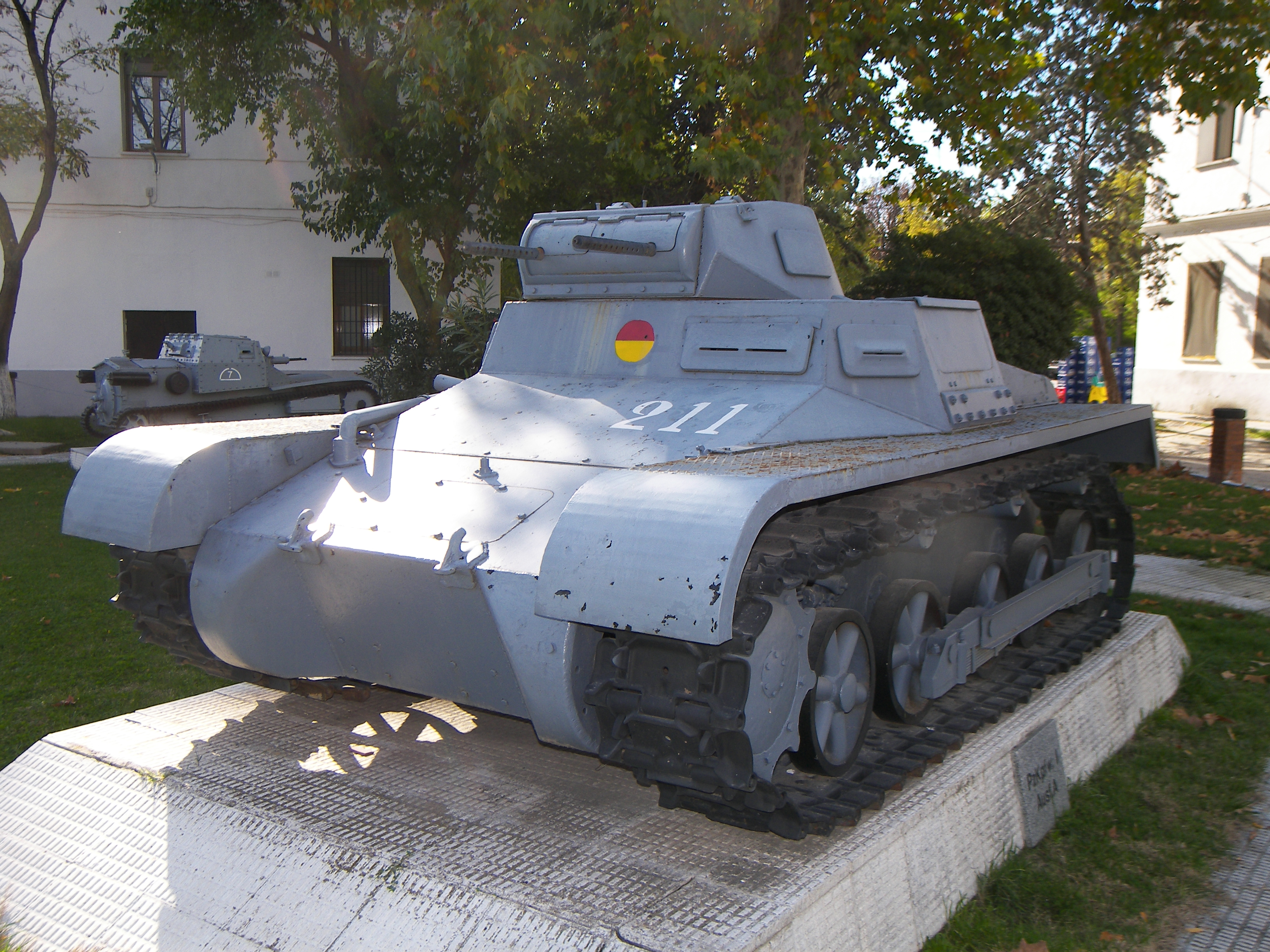
スペインのマドリードのエル・ゴロッソ（El Goloso）装甲車両博物館に展示されている、I号戦車A型。スプロケットと履帯がM113装甲兵員輸送車の物に換装されている。

I号戦車は本来、訓練と戦車生産技術の習得を目的としたものだったが、その目的のためでさえ小型軽量に過ぎ、時をおかず II号戦車の開発が行われることとなった。
La.S.（後のI号戦車）は最初に、1934年夏に、ドイツ陸軍最初の戦車編制部隊である「ツォッセン（Zossen）自動車化教導コマンド」に、続いて、1935年に、「オーアドルフ（Ohrdruf）自動車化教導コマンド」に、配備された。
1934年秋、「ツォッセン自動車化教導コマンド」は、4個戦車中隊と本部小隊から成る大隊が2個の編制に拡大され、秘密裏に「第1戦車連隊」と命名された。
1935年夏、ミュンスターで、La.S.（後のI号戦車）を装備する2個戦車大隊による、軍事大演習が行われた。この演習により、戦車の集団運用戦術の有効性が充分実証されたため、第1、第2、第3の、3個装甲師団が編制された。装甲師団は、2個戦車連隊から成る装甲旅団が基幹になっており、各連隊は2個戦車大隊、各大隊は4個戦車中隊の編制であった。
I号戦車は、再軍備宣言後の軍事パレードにおいて、ドイツ国防軍の力を誇示する大規模な大衆宣伝活動のシンボルとしての、重要な役割も担っていた。
I号戦車は、II号戦車とともに、オーストリア合邦やズデーテン、ボヘミア、モラヴィアなどの無血占領作戦で大々的に使用された。1938年3月10日～13日の「ウィーン進撃」では、長距離行軍が行われ、多くのI号戦車A型が、オーバーヒートで脱落したとされる。

スペイン内戦では、1936年から1939年にかけて、実戦評価テストを兼ねて計132輌（I号戦車A型96輌、B型21輌、I号指揮戦車B型4輌、砲塔の無い訓練戦車1輌、残り10輌は不明）がドイツからスペインのナショナリスト側に供給された。
初期に送られた車両は、ヴィルヘルム・ヨーゼフ・リッター・フォン・トーマ（Wilhelm Josef Ritter von Thoma）中佐指揮下の「トーマ集団（Gruppe Thoma）」（「ドーネ装甲集団（Panzergruppe Drohne）」としても知られる）に置かれた。その主な任務は、戦車、対戦車砲、戦車運搬車、火炎放射器、などの使用/運用法や、損傷車両の修理などの、スペイン人への指導であった。ドイツ人は戦闘で戦車に搭乗しないように指示されていた。
追加車両や交換部品は、内戦開始直後にドイツ・イタリア・ソ連を含む各国の間で結ばれた不介入協定を回避するために、ドイツが兵器をスペインに送るために作ったダミー会社である「Sociedad Hispano-Marroquí de Transportes」（HISMA）を通じて送られた。
この時の輸出により、スペインは、ドイツに次ぐ、I号戦車の保有国となった。
| 日付       | 車両台数 | 追加情報                     |
| ---------- | -------- | ---------------------------- |
| 1936年10月 | 41       | コンドル軍団の一部を形成した |
| 1936年12月 | 21       |                              |
| 1937年8月  | 30       |                              |
| 1937年末   | 10       |                              |
| 1939年1月  | 30       |                              |
| 総計:      | 132      |                              |

1936年10月末頃、スペイン内戦で初めての戦車戦が記録された。モロトフ・カクテルが初めて使用され、注目されたのも、この戦いである。
I号戦車の交戦相手は、45 mm戦車砲（I号戦車を500メートルの距離から撃破可能）を搭載した、人民戦線側のBA-6やT-26であった。ナショナリスト側は火力の不利を相殺するために、人民戦線側のT-26を鹵獲し、自軍に配備した。
I号戦車は当初、7.92 mm鋼芯徹甲弾を使用して近距離（150メートル以下）でT-26を撃破することができたが、人民戦線側の戦車はI号戦車の機関銃の影響を受けない距離で交戦し始めた。これに対し、1937年8月以降、ナショナリスト側は、イタリアのブレダ M35 20 mm機関砲（構造がドイツの2 cm Flak 30機関砲よりシンプルであることから選ばれ、距離250メートルで40 mm厚の装甲を貫徹可能であった）をI号戦車の嵩上げした砲塔に搭載することを計画し、何両（少なくとも4両の存在が確認されている）かが改造されたものの、人民戦線側から十分な数のT-26が鹵獲されたため、20 mm機関砲搭載型へのI号戦車のさらなる改造は中止された。
1938年後半には、ソ連戦車（T-26またはBT-5）から取り外した45 mm戦車砲を搭載するために、さらに、その少し後には、マクレーン（McClean）37 mm対戦車砲を搭載するために、I号戦車がセビリアの兵器工廠に送られた。その後、どうなったのかは不明である。
また、より本格的な戦車の数量不足から、第二次世界大戦においても特に緒戦時に多用された。開戦時にはドイツ陸軍の装備する戦車のおよそ半数が、I号戦車によって占められていた。
その脆弱さはスペイン内戦ですでに露呈しており、緒戦時の戦場であれ本格的な戦闘は無理だったが、ポーランド、デンマーク・ノルウェー侵攻、フランス、バルカン戦線 (第二次世界大戦)、バルバロッサ作戦、北アフリカ戦線など、ドイツ軍の主だった戦場すべてで使用された。砲を持つ敵戦車や対戦車砲に対抗できず大きな損害を出したが、III号戦車やIV号戦車が充足されるまで前線で使われ続けた。後には後方警備や本来の訓練用途、弾薬運搬車などの改造車両のベースとなった。改造の際に撤去された銃塔は要塞（大西洋の壁など）のトーチカに流用されている。
中華民国に輸出されたA型（1937年6月に15輌が到着）は、訓練不十分なまま、一か月後に始まった日中戦争に投入され、南京防衛戦に使われた。この際、日本軍によって、4輌が鹵獲された。鹵獲された車体は、クルップ軽戦車または独国一号戦車の名称で陸軍技術本部に送られ、溶接車体や駆動部、機関銃の装備状態が調査された後、昭和14年頃に靖国神社で展示された。ただし、ドイツとの国交を考慮して、「ソビエト製の鹵獲戦車」として展示された。その後、37 mm砲（形式不明）に対する抗堪性射撃試験の標的に用いられた。
 - 東京にて展示中のI号戦車A型。1939年（昭和14年）1月8日～15日。

 - 同じく鹵獲された、国民党軍のルノーFTやT-26（武装無し）やヴィッカース6トン戦車Mk.E B型とともに、西宮の阪神甲子園球場にて展示中の2両のI号戦車A型。1939年2月。

 - 陸軍技術本部でテスト中のI号戦車A型。操縦窓横の車体前面に陸軍の徽章である星章が追加されている。

 - 陸軍技術本部でテスト中のI号戦車A型。車体後面左側にナンバープレートが追加されている。

中国国民党軍のI号戦車A型には、三色迷彩が施され、車体前面と背面に3桁の識別番号が、車体側面に中国国民党のシンボルマークが、描かれた。内には、主武装をソ連のDT-29に換装した車両も存在した。
 - 南京で放棄された、DP機関銃装備型I号戦車A型。1937年12月。

スペイン陸軍では、1954年にM47パットンに置き換えられるまで、I号戦車が軍務に就いていた。

## バリエーション

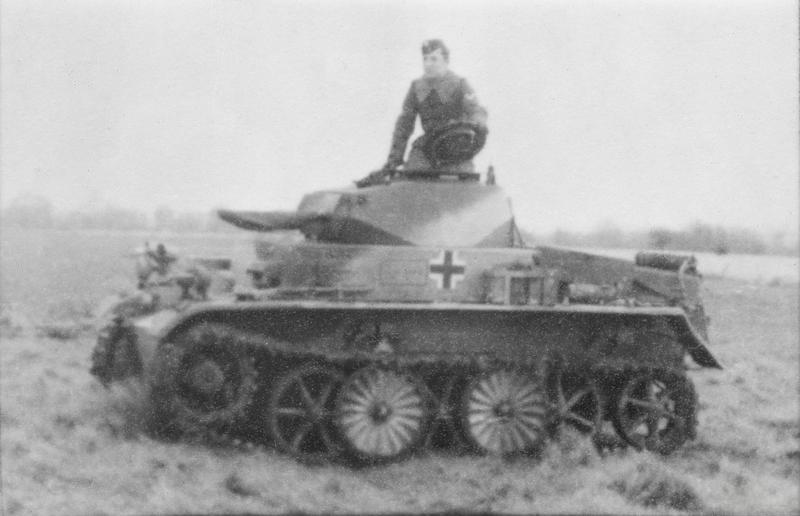
I号戦車C型

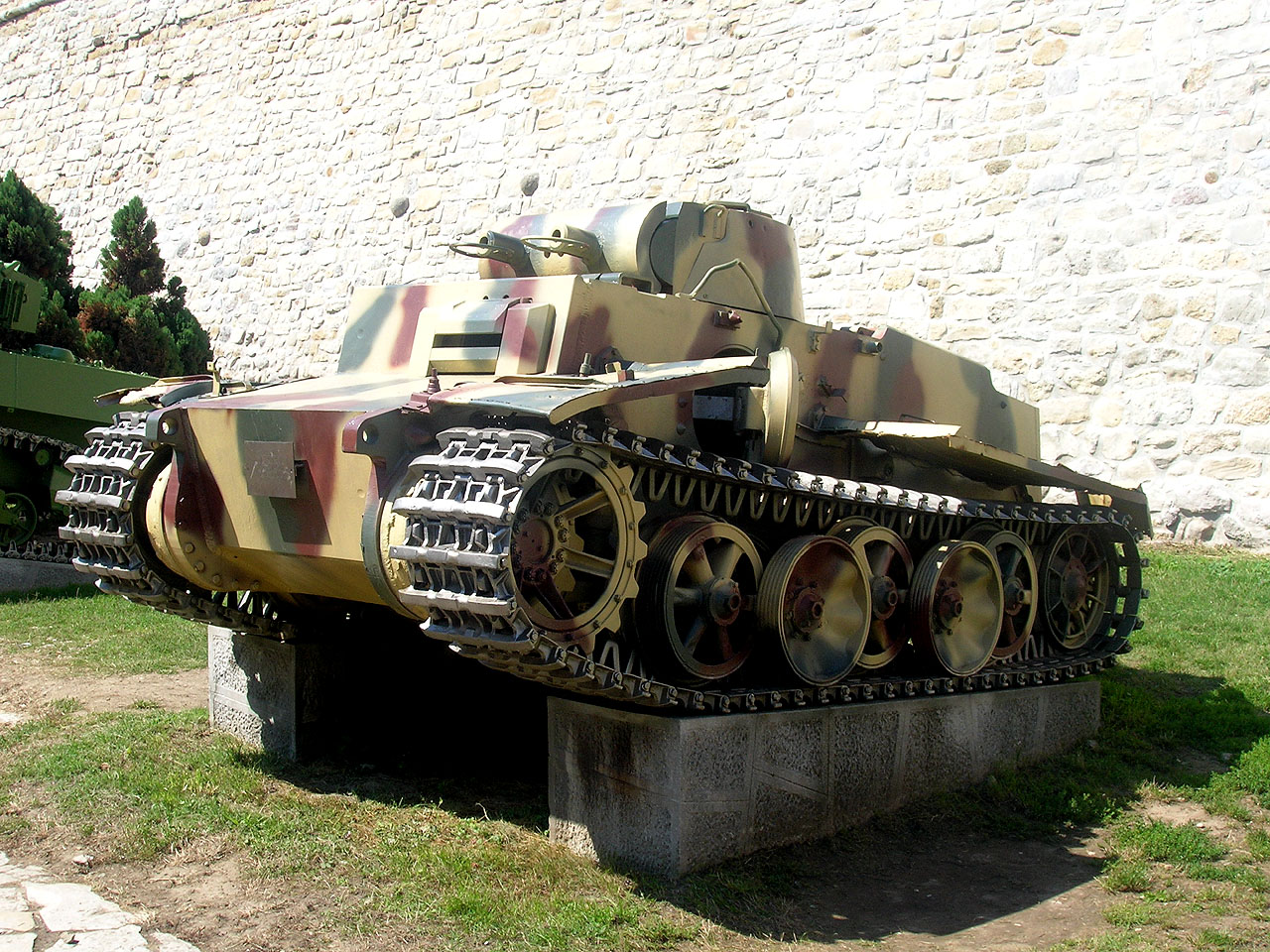
セルビアのベオグラード軍事博物館のI号戦車F型

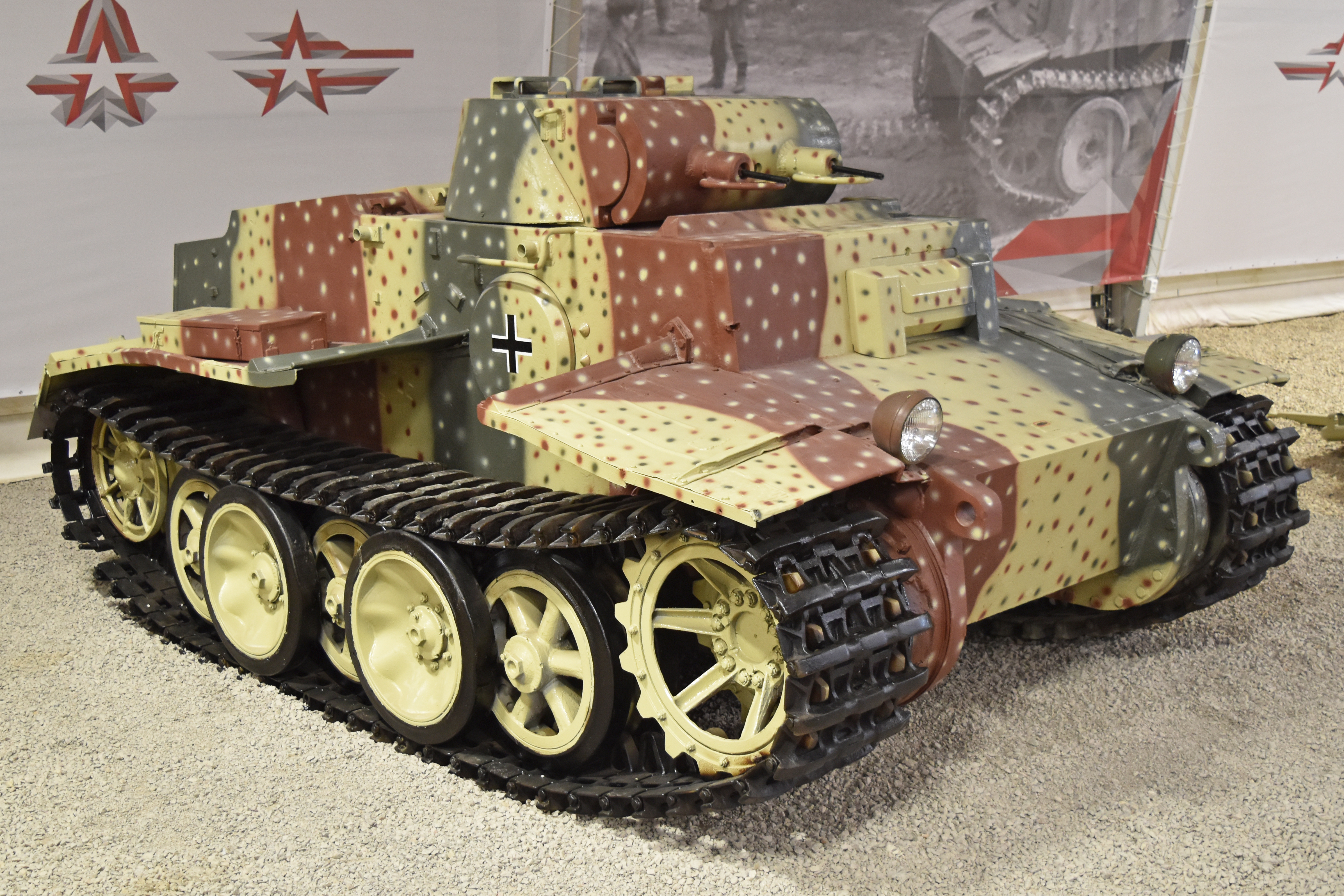
ロシアのクビンカ戦車博物館のI号戦車F型

| Technische Daten der Versionen des Panzer I |                                   |                                    |                                          |                                   |
|                                             | A型                               | B型                                | C型 (VK.6.01)                            | F型 (VK.18.01)                    |
| 0主な特徴                                   |                                   |                                    |                                          |                                   |
| 重量                                        | 5,4 t                             | 6,0 t                              | 8,0 t                                    | 20 t                              |
| 全長                                        | 4,02 m                            | 4,42 m                             | 4,19 m                                   | 4,38 m                            |
| 全幅                                        | 2,06 m                            | 2,06 m                             | 1,92 m                                   | 2,64 m                            |
| 全高                                        | 1,72 m                            | 1,72 m                             | 1,94 m                                   | 2,05 m                            |
| 乗員数                                      | 2                                 | 2                                  | 2                                        | 2                                 |
| 生産期間                                    | 1934-1936                         | 1935-1937                          | 07-12/1942                               | 06-12/1942                        |
| 生産数                                      | 818                               | 675                                | 40                                       | 30                                |
| 武装                                        | 2 x MG 13k (7,92 mm)              | 2 x MG 13k (7,92 mm)               | 1 x EW 141 (7,92 mm) 1 x MG 34 (7,92 mm) | 2 x MG 34/3 (7,92 mm)             |
| 搭載弾薬                                    | 1,525発                           | 1,525発                            |                                          |                                   |
| 装甲                                        |                                   |                                    |                                          |                                   |
| 前面                                        | 13 mm / 27-63°                    | 13 mm / 27-63°                     | 30 mm / 20-80°                           | 80 mm / 20-80°                    |
| 側面                                        | 13 mm / 70-90°                    | 13 mm / 70-90°                     | 20 mm / 82-90°                           | 50 mm / ～ 90°                    |
| 後面                                        | 13 mm / 50-75°                    | 13 mm / 50-75°                     | 20 mm / 30-75°                           | 50 mm / 14-75°                    |
| 上面                                        | 6 mm / 0-50°                      | 6 mm / 0-50°                       | 10 / 0°                                  | 25 mm / 0°                        |
| 底面                                        | 6 mm / 0°                         | 6 mm / 0°                          | 10 mm / 0°                               | 25 mm / 0°                        |
| 砲塔前面                                    | 13 mm / 80°                       | 13 mm / 80°                        | 30 mm / 80-90°                           | 80 mm / ～ 90°                    |
| 砲塔防盾                                    | 13 mm / 曲面                      | 13 mm / 曲面                       | 30 mm / 曲面                             | 80 mm / 曲面                      |
| 砲塔側面                                    | 13 mm / 68°                       | 13 mm / 68°                        | 20 mm / ～ 70°                           | 50 mm / ～ 70°                    |
| 砲塔後面                                    | 13 mm / 68°                       | 13 mm / 68°                        | 20 mm / ～ 70°                           | 50 mm                             |
| 砲塔上面                                    | 8 mm / 0°                         | 8 mm / 0°                          | 10 mm / 0°                               | 25 mm / 0°                        |
| 諸性能                                      |                                   |                                    |                                          |                                   |
| エンジン                                    | クルップ M 305 水平対向4気筒 空冷 | マイバッハ NL 38 TR 直列6気筒 水冷 | マイバッハ HL 45 P 直列6気筒 水冷        | マイバッハ HL 45 P 直列6気筒 水冷 |
| 出力/回転数                                 | 57 PS / 2,500                     | 100 PS / 3,000                     | 150 PS / 3,800                           | 150 PS / 3,800                    |
| 排気量                                      | 3,460 cm3                         | 3,790 cm3                          | 4,678 cm3                                | 4,678 cm3                         |
| 変速機 (前進/後進)                          | 5 / 1                             | 5 / 1                              | 6 / 1                                    | 4 / 1                             |
| 出力重量比                                  | 10,6 PS/t                         | 16,7 PS/t                          | 18,8 PS/t                                | 7,1 PS/t                          |
| 最高速度                                    | 37 km/h                           | 40 km/h                            | 65 km/h                                  | 25 km/h                           |
| 燃料搭載量                                  | 144 l                             | 146 l                              |                                          |                                   |
| 航続距離                                    | 145 km (整地) 100 (不整地)        | 140 km (整地) 115 (不整地)         | 300 km (整地)                            | 150 km (整地)                     |
| キャタピラ幅                                | 28 cm                             | 28 cm                              | 39 cm                                    | 54 cm                             |
| 接地圧                                      | 0,40 kg/cm2                       | 0,42 kg/cm2                        | 0,84 kg/cm2                              | 0,46 kg/cm2                       |
| クリアランス                                | 29 cm                             | 29 cm                              |                                          |                                   |

I号戦車A型
Panzerkampfwagen I (MG) Ausf. A, (Sd.Kfz.101)
初期型。エンジンはクルップ社製のM305（空冷水平対向4気筒57馬力）を搭載。
I号戦車A型 ブレダ20 mm機関砲搭載型
Panzer I Breda
I号戦車A型は、スペイン内戦でナショナリスト側で実戦参加するが、人民戦線側の装備するT-26軽戦車やBT-5に歯が立たたず、4輌がイタリア製のブレダM35 20 mm対空機関砲を搭載するように、I号戦車の銃塔（砲塔）を嵩上げして、改造された。改装は1937年夏、セビリアのFábrica de Armas（兵器工廠）で行われた。
I号火炎放射戦車「ランツァリャマス、ランサリャマス」
Panzerkampfwagen I Ausf. A/B Flammenwerfer "Lanzallamas"
スペイン内戦開始直後の1936年10月に、ナショナリスト側が、I号戦車A型とB型の1輌ずつを改造して、I号戦車の銃塔（砲塔）に、MG13機関銃に替えて、トーマ大隊より供与された、Flammenwerfer 35を1門ずつ搭載した、試作火炎放射戦車。試作車2両のみ。おそらく、両車とも、実戦には参加しておらず、テストと訓練にのみ使用され、戦争が終わる前に解体された（機関銃装備型に戻された）可能性が高いが、詳細は不明。2門の火炎放射器は、バレルに違いがあり、A型には細長いバレルの物が、B型には太く短いバレルの物が、搭載された。A型は火炎放射器の左側に機関銃1挺を残していたが、B型には機関銃は装備されなかった（火炎放射器の左側の機関銃を装備する穴は安全のために塞がれた）。"Lanzallamas"はスペイン語で「火炎を吐くもの」「火炎放射器」の意味。
I号戦車B型
Panzerkampfwagen I (MG) Ausf. B, (Sd.Kfz.101)
出力不足であったクルップ社製空冷エンジンからマイバッハ（Maybach）製の「NL38TR 水冷直列6気筒ガソリンエンジン」（100 hp）に換装、変速機も変更した型。これに伴い機関室が40 cm延長され、転輪もA型の4組から5組に増やされた。接地していた後方誘導輪の位置もこれ以降の戦車と同様に上方に移された。
北アフリカに送られたＩ号戦車は、換気装置が改良され、熱帯地用の大型フィルターが装備されており、「Tp」（Tropisch：熱帯）タイプと呼ばれる。
I号戦車C型

Panzerkampfwagen I (MG) Ausf. C, VK.6.01
A・B型とは全く別設計の、高速偵察型。開発はクラウス・マッファイ社。上部構造物はダイムラー・ベンツ社、砲塔はヴェクマン社が製造した。車体と砲塔の前面装甲厚は30 mmと、A・B型の倍以上となった。ぺリスコープ付きのコマンダーキューポラが導入された。
1937年初頭、ハインリヒ・エルンスト・クニープカンプが全戦車の開発責任者に任命されてから、試作車（特にシャーシを指す）に以後、「VK（Voll-ketten＝全装軌式、の略）＋重量クラスを示す数字」の指定番号（デジグネーション）が、付与・適用されるようになった。I号戦車ではC型の試作車から与えられたので、A型とB型には「VK.○.○○」の指定番号は無い。
I号戦車B型は、エンジンの変更により、信頼性は上がったものの、A型よりもエンジン出力が倍近くになっているにもかかわらず、速度はA型とほとんど変わらず、兵器局第6課にとって完全に期待外れであった。これは足回りに起因する限界と考えられた。
1937年2月と5月、クニープカンプはクルップ社に、ハーフトラックの足回りを取り入れた、新型高速戦車の、開発と生産の契約を提案したが、設計の自由を縛られたくないクルップ社に、どちらの時も拒否された。
そこで、兵器局第6課は、戦車の開発・製造経験はないが、Sd.Kfz.7 ハーフトラックの製造経験があった、クラウス・マッファイ社と、3トン級の実験用シャーシ「VK.3 t」の開発契約を結んだ。
1937年10月から「VK.3 t」の開発が始まり、1938年1月には形となった。これは、クライネトラクトーアの試作1号車やLa.S.の１ゼーリエと同じく、砲塔と上部構造物の無い、シャーシだけの車輛であった。つまり、3トン級の戦車を開発しようとしていたのではなく、実験用に、シャーシ「だけ」だったので、わずか3トンであった。
トーションバーサスペンションと快速戦車のような直径700 mmの大型転輪を片側4個の組み合わせが特徴であった。上部支持輪は無かった。シャーシ後方のアイドラーホイールは地面から離れていた。エンジンはB型と同じ「マイバッハ NL38TR 水冷直列6気筒ガソリンエンジン」（100 hp）のままであった。摩擦が少なく滑らかに回転する、湿式履帯（関節部分にグリースを保持して潤滑する）を用い、路上最高速度は80 km/hと、計算された。
そして、1938年4月に上部構造物を乗せた全体の開発が承認された。土台となるシャーシは、ホイールベース（幅）が少し増えた他は、ほぼ「VK.3 t」のままであった。上部構造物を乗せれば、必然、重量が増えるので（推定5.5 t）、指定番号も「VK.5」に変更された。計算上の路上最高速度は77 km/hであった。
開発が進むと、また重量が増えたので、指定番号も「VK.6」に変更された。「VK.6」のシャーシは1938年8月に製作された。エンジンはSd.Kfz.7 ハーフトラックから借用した、「マイバッハ HL54TRM 直列6気筒液冷ガソリンエンジン」（115 hp）に換装された。履帯はSd.Kfz.10 デマーク D7から流用された。計算上の路上最高速度は、67.5 km/hに低下した。
この「VK.6」は、ステアリングユニットの電気操作に問題があり、試験がうまくいかなかったので、1938年6月に、新たに「VK.6.01」が開発されることになった。この「VK.6.01」には、「マイバッハ HL61 直列6気筒液冷ガソリンエンジン」（130 hp）が搭載される「予定」であった。
1938年10月、兵器局第6課は、クラウス・マッファイ社と、6両の試作車「VK.6.01」の製造契約を結んだ。
しかし、1939年初頭に、「VK.6.01」に大幅な設計変更が加えられ、この時に大型転輪が片側5個になり、インターリーブ方式に改められ、これにより車体長は大幅に短縮され、「VK.6.01」は「VK.6」とは全く違う姿になった。エンジンも強力な「マイバッハ HL45P 直列6気筒液冷ガソリンエンジン」（150 hp）に変更され、クロスドライブ式変速装置（8速セミオートマチックトランスミッション マイバッハ SRG15319）、トーションバー・サスペンション、インターリーブ転輪、ゴムパッド付き湿式履帯、を採用した。前面装甲厚は30 mmとなった。
1939年9月15日、試作車「VK6.01」の完成を待たずに、量産車40両の生産が決定された。
1940年4月、「新型I号戦車」（Panzerkampfwagen I n.A.）の公式名称が与えられた。
この空白期間中の、1939年11月から1940年6月の間に、クラウス・マッファイ社では、高速偵察型のVK.6.01の設計・技術を基本に、重装甲歩兵支援型のVK.18.01（後のI号戦車F型）を開発している。
しかし、重要車種ではない、試作車「VK.6.01」の製作は、後回しにされて、遅れ、6両の内の最初の2両が納入されたのは、1941年7月のことであった。この時に、シャーシ側面に5.5 mm厚の追加装甲板がボルト留めで追加され、計20 mm厚となった。重量は7.3 tに増加した。砲塔と上部構造物はダミーでテストされた。ダイムラー・ベンツ社は他の戦車の生産で忙しく、砲塔と上部構造物の生産開始は1941年末になってからであった。
1941年7月1日、「I号戦車C型」（Panzerkampfwagen I Ausf. C）の制式名称が与えられた。
しかし、独ソ戦が始まった1941年半ばの時点で、その高速性能自体はともかく、弱武装の高速偵察豆/軽戦車という概念が、既に陳腐化している、実戦ではもはや通用しない、ことに、ドイツ軍も気づいてはいた。
1941年7月の報告書では、I号戦車C型は、軽量で機動性が高いため、高速偵察任務だけでなく、空挺部隊で空挺戦車としても使用されることになっていた。Me321 ギガントなど、軍用輸送グライダーによって、輸送されるはずであった。
これには、1ヶ月前に終了したメルクール作戦において、ろくな武装や支援車輛が無かったために、空挺部隊に手痛い犠牲を出したことが、背景事情にあった。その結果、空挺部隊に、FG42とI号戦車C型が導入されることになった。
1942年初頭、6両の試作車の内、2両を、熱帯仕様に改造することが決定された。
6両の試作車の内、最後の2両は、新型ステアリングユニットと「マイバッハ HL50 直列6気筒液冷ガソリンエンジン」（200 hp/4,000 rpm）を搭載し、計算上は80 km/hの路上最高速度を達成可能な、「VK.6.02」として製作される予定であったが、機関室（1942年3月にスケッチ公開）の設計が遅れたため、結局、この2両も「VK.6.01」として完成した。また、1942年の時点で、（豆/軽戦車用としては大出力だが、エンジン全体でみれば低出力の）試作エンジンであるHL50を、わざわざ量産することはありえない（近似の出力のエンジンならば他にも既にある）のも理由であろう。「VK.6.02」は、非公式に「I号戦車D型」と呼称されることもある。
1942年半ば、「VK.6.01」に、いくつかの変更が加えられ、重量は8 tになり、路上最高速度は 65 km/hに低下した。
「I号戦車C型」の量産車40両（No.150101-150140）の量産開始は、遅れに遅れ、1942年7月からであった。最後のC型が完成したのは、1943年のことであった。試作車のゴムパッド付きの湿式履帯は、量産車ではゴムパッド無しの乾式履帯に変更された。
時機を逸し、また、重量が増えすぎたからか、空挺作戦に用いられることはなかった。
量産された40両の内、2両が1943年3月に、ギリシャ駐屯の第1装甲師団第1装甲連隊第2大隊に配備され、実戦試験として、同年10月に東部戦線に送られ、ロシア、ユーゴスラビアの前線に参加した。他の38両は同年夏に第58予備役装甲軍団（LVIII PZ Res Corps）に納入され、1944年6月まで訓練に使用され、その後、第58装甲軍団に改編され、同年7月にノルマンディーに移動し、最終的に（おそらく1944年末までに）失われた。少なくとも1両のC型が連合軍に鹵獲されたが、重要な車両とは見做されず、廃棄された。
武装については、一見、II号戦車同様の2 cm機関砲を砲塔前面左側に装備しているように見えるが、マウザーMG141機関銃を基に開発された、本車特有の7.92 mm EW141半自動対戦車銃である（EWは「Einbau Waffe」の略。英語なら「built in weapon」。「置き換え武器」の意味で、MG34とほぼ同じ大きさで、既存のMGと容易に交換（置き換え）可能なのが最大の特徴）。ショートリコイル方式で、弾薬箱によるベルト給弾方式であった。車内にPatr.318の弾薬箱は少なくとも8個（戦闘室左右に4個ずつ）あった。この対戦車銃はマウザー社によって、1940年から1942年に約60挺のみが製造され、内40挺が1号戦車C型に装備された。使用弾薬はパンツァービュクセ 38/39と同じで、Patr.318 7.92x94 mm S.m.K.H. APCR（タングステン（ウォルフラム）硬芯徹甲弾）であった（訓練用途の模擬弾も存在した可能性が推測される）。EW141の銃身は太く見えるが、これは銃身を覆う防弾ジャケットを装備しているからである。銃身長1,085 mm、銃口初速1,170 m/sのEW141は、25 mm厚（射距離300 m、傾斜角30度）の均質圧延鋼板を貫徹可能であった。発射速度は100発/分。砲塔前面右側にはMG34を装備していた。150発入り布製弾薬袋（Gurtsack、グルトザック）によるベルト給弾方式であった。車内にはMG34用の予備銃身が2本あった。携行弾薬数はEW141用が94発（100-150発と推測する説あり）、MG34用が2,100発、であった。
ただ、この94発は薬莢長の94 mmを勘違いしたものとする説がある。というのも、弾数が中途半端であるし、車内にはEW141用の予備銃身が1本あり、その銃身命数が600発程度と推測されるからである。94発だと、銃身命数に対して、少なすぎるのである。そこから推測して、600発～1200発を搭載していてもおかしくはない。ゆえにEW141の実際の携行弾薬数は不明である。
弾薬箱と弾薬数の多さからして、「EW141は半自動（セミオート）のみで、10発入りマガジン給弾で、単発射撃（狙撃）を行う」とする従来の説は疑わしい。これだけの弾薬をちまちまと一発ずつ引き金を引いて発射するとは考えにくい。高速大質量とはいえ小口径弾で確実に敵を撃破することを期待するのであれば、フルオートで複数の弾丸を撃ち込むことが望ましい。
I号戦車C型のEW141半自動対戦車銃とMG34機関銃は、単一の照準装置を共有しつつ、異なる使用目的（対軽装甲車両と対人）と射撃特性から、左右の撃ち分けが可能な、独立した発射機構を備えていた。戦術的な柔軟性と効率性から、射手が状況に応じてどちらかの火器を選択して発射する設計が合理的であった。
弾道低伸性に優れたEW141は、射撃訓練用の戦車砲代わりの標定銃（スポッティングライフル）としても優秀であった。
EW141の残り20挺は、シュタイヤー社製のドイツ/オーストリアの装輪装軌併用式装甲車「R.K.9」に使用される予定であった。
総括として、I号戦車C型は、前半生は、高速達成を主目的とした「実験用戦車」であり、後半生は、ドイツに鹵獲された多くのフランス車輌よりも、はるかに優れた「訓練用戦車」であった。また、戦力としてはさほど役に立たなかったが、高速戦車の（失敗も含めた）ノウハウを得ることはできたといえる。

I号戦車F型

Panzerkampfwagen I neue Art verstärkt、新型I号戦車強化型
Panzerkampfwagen I Ausf. F, VK.18.01
装甲厚は、前面80 mm、側背面50 mm、上面25 mm、重量21 t（メトリックトン）、路上最高速度25 km/h、の重装甲歩兵支援型。これもA・B・C型とは全くの別設計で、フランスのマジノ線を攻略する際の、砲撃をひきつける囮役として開発された。開発は、C型と同じく、クラウス・マッファイ社。上部構造物と砲塔はダイムラー・ベンツ社が製造した。エンジンはC型と同じ、マイバッハ製 HL45P 直列6気筒液冷ガソリン・エンジン（出力150 hp）を採用した。足回りもC型と同じく、トーションバー・サスペンションとインターリーブ転輪を採用した。接地圧を下げるため、履帯幅は54 cmもあった。車体両側面に円形の脱出用ハッチがあった。武装はMG34 7.92 mm空冷機関銃2挺のみ。乗員2名。
1939年11月に開発が始まり、1940年6月に試作車が完成。フランス戦には間に合わなかったが、1942年4～12月に30輌（No.150301-150330）が生産され、半数はII号戦車J型と共に、東部戦線で使用された。同時期に同目的で開発されたI号F型とII号J型は、部品を共用している。これも豆戦車枠（I号F型）と軽戦車枠（II号J型）だと考えれば、なぜ類似の車両を2種類も開発したのかが理解できる。
1943年初頭に8輌が第1装甲師団第1装甲連隊第2大隊に配備され、1943年7～8月のクルスクの戦いに投入されている。他に、東部戦線やユーゴスラビアで対パルチザン活動に用いられ、有効性を示した（対戦車戦闘は不可能なので、そのくらいしか使い道が無い）。他に、戦車の操縦訓練に使用された。3輌が赤軍に鹵獲された。
現在も、セルビアのベオグラード軍事博物館と、ロシアのクビンカ戦車博物館に、実車が1輌ずつ残っている。

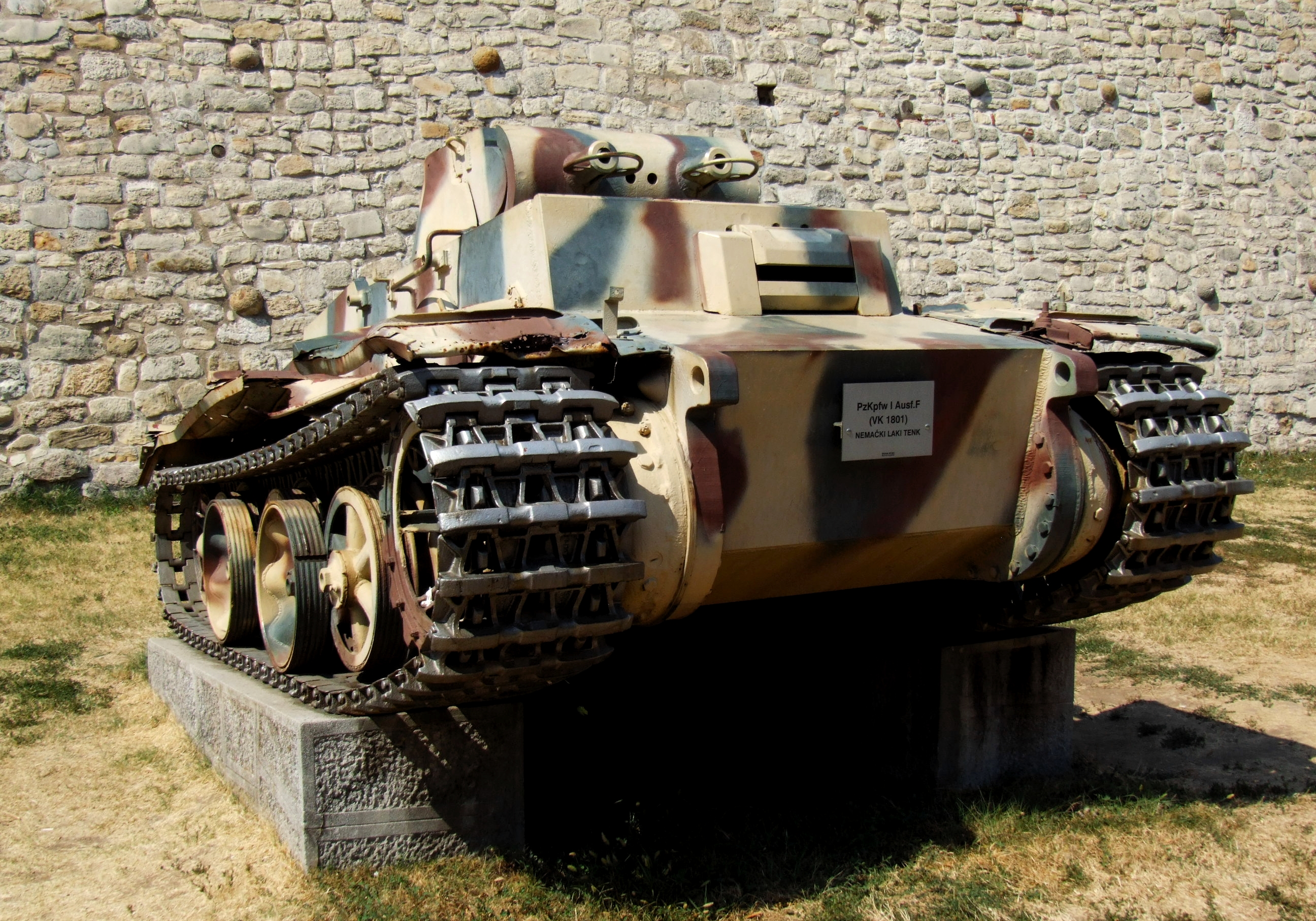
同上

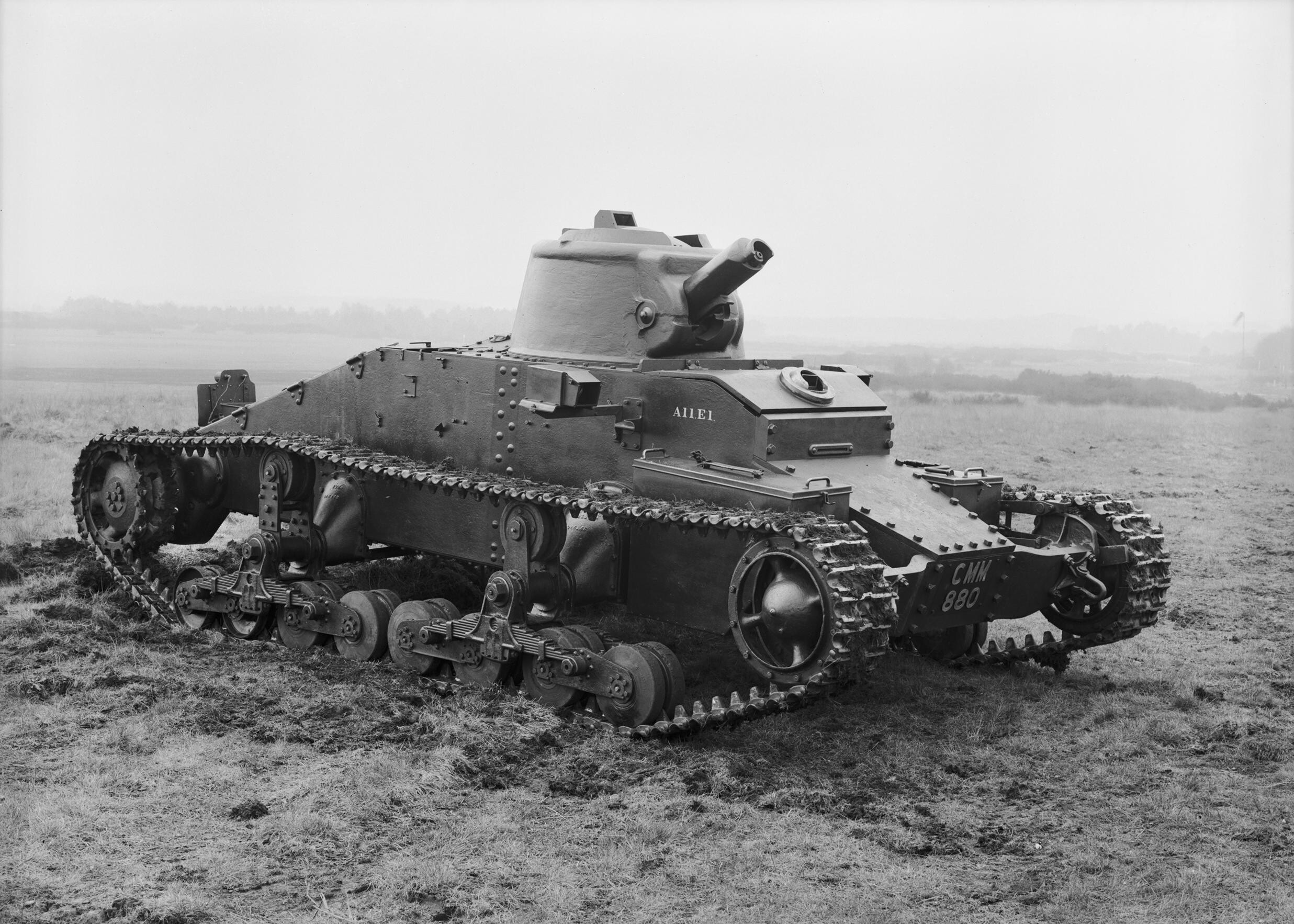
類似車両。マチルダI歩兵戦車

「Minenknacker、ミーネンクナカー」（「地雷破砕車」の意。意訳すれば「地雷処理車」）のニックネームがある。

## 派生型

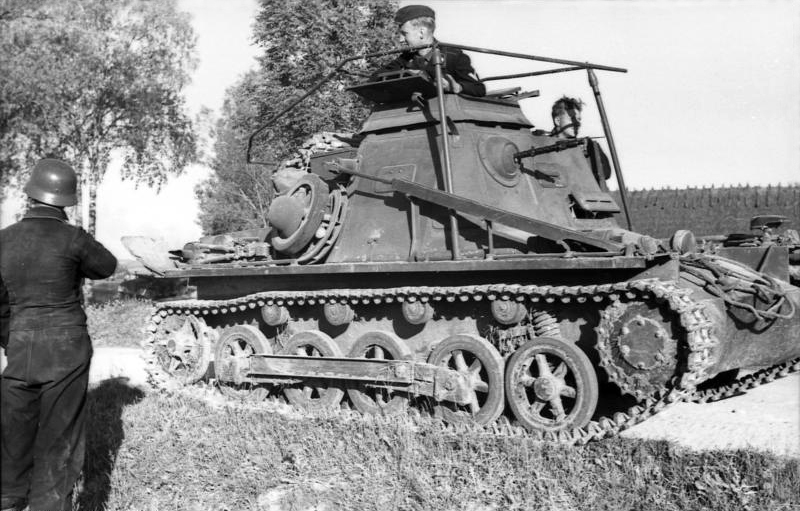
I号指揮戦車B型、フレームアンテナ付きに改修されたタイプ

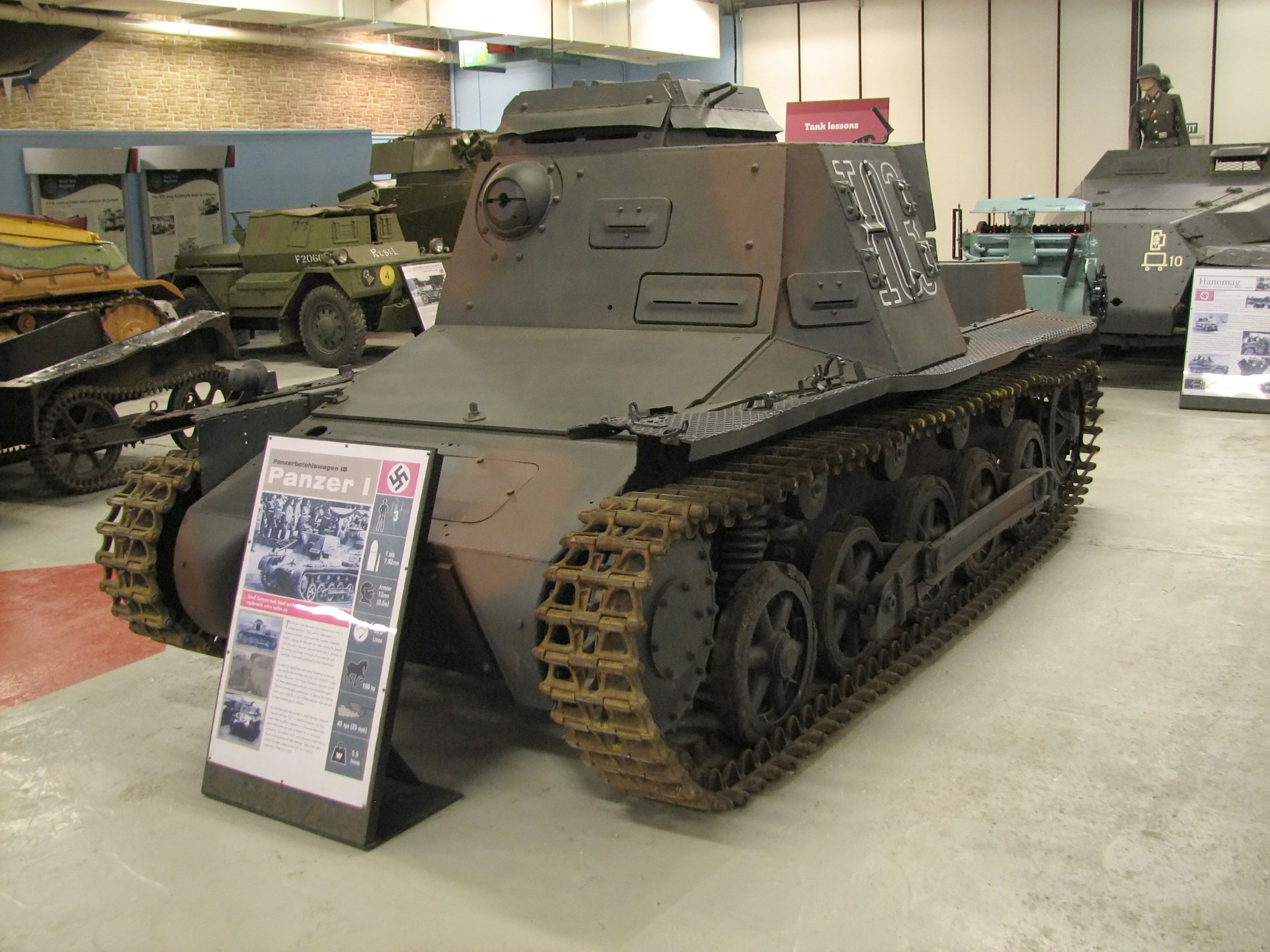
ボービントン戦車博物館所蔵のI号指揮戦車B型

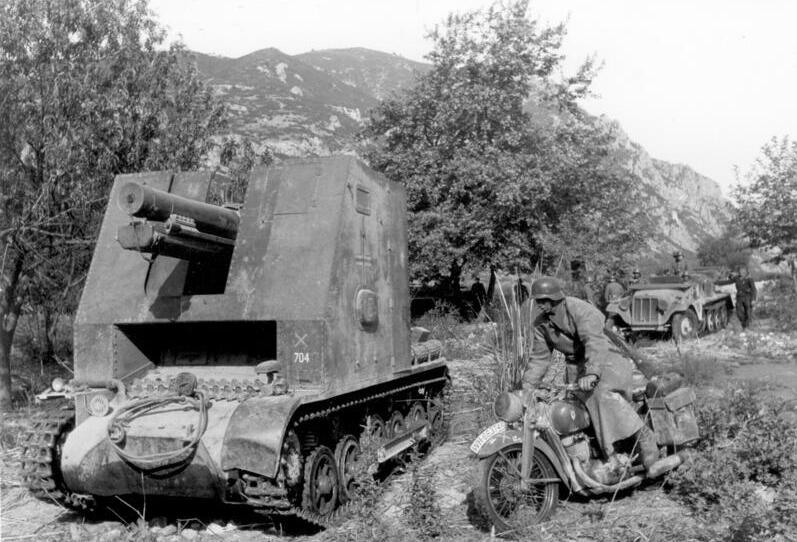
I号自走重歩兵砲

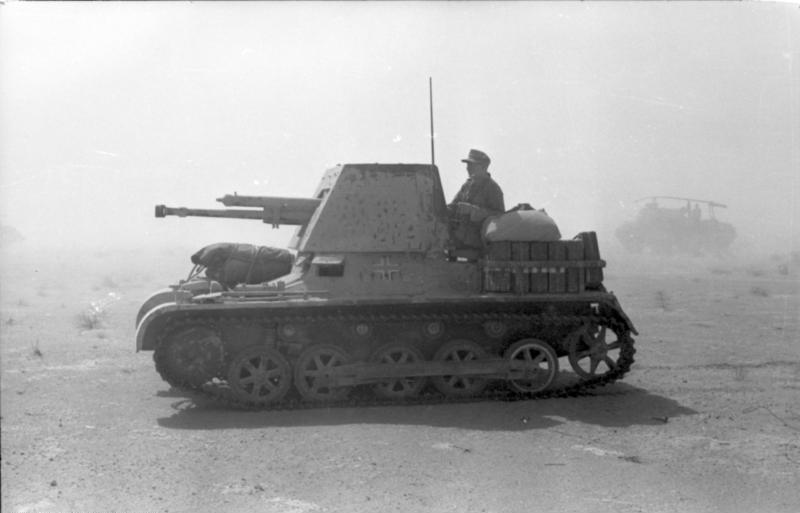
I号4.7 cm対戦車自走砲

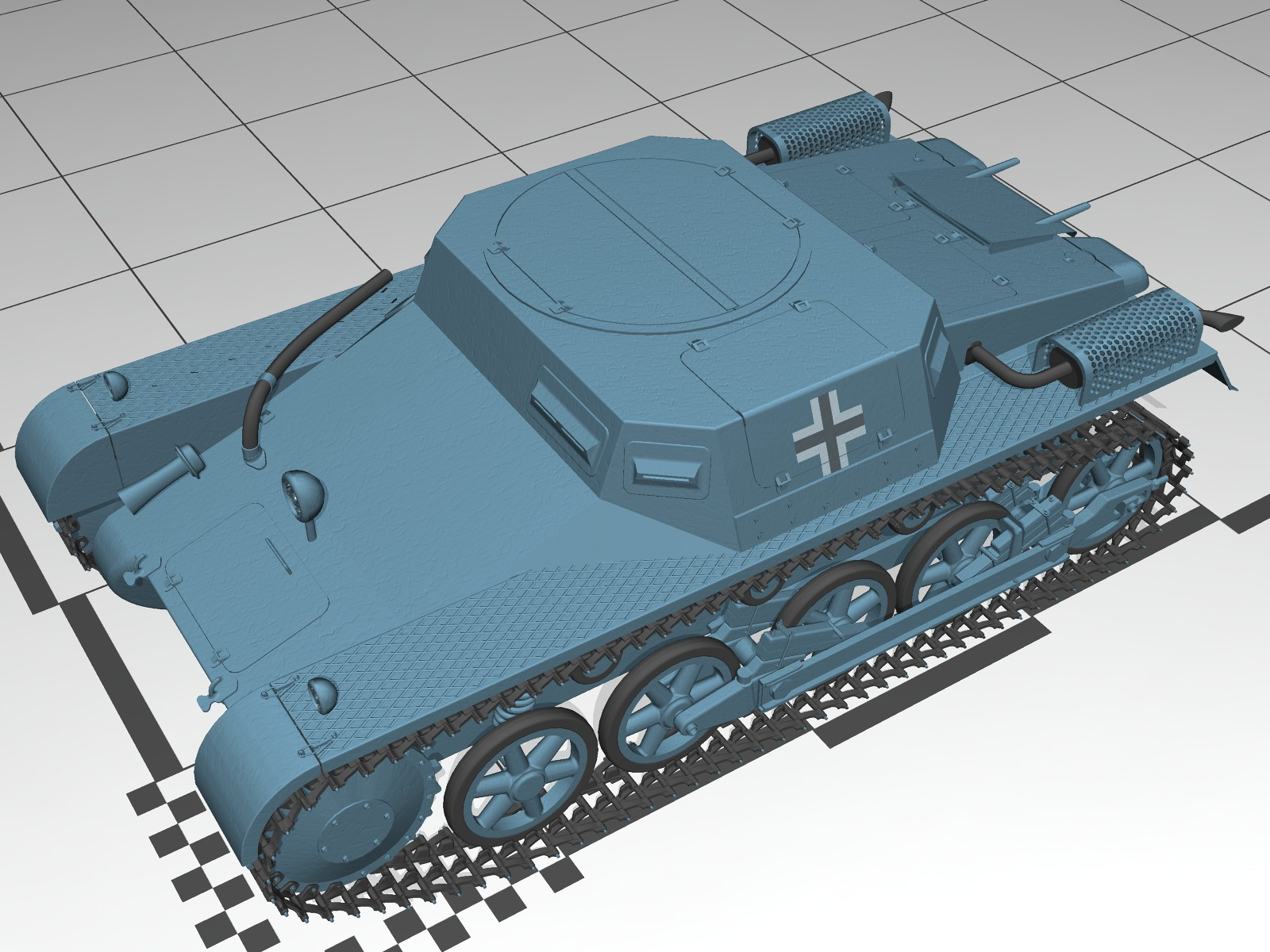
I号戦車A型弾薬運搬車（ゲレート35）

Munitionsschlepper auf Panzerkampfwagen I Ausf. A (Sd.Kfz.111) , Gerät 35
戦車連隊の装備で、同じ部隊の戦車への弾薬補給を目的とする車両。砲塔の無いA型の開口部に大型のハッチが取り付けられており、後の改造型弾薬運搬車とは異なる補給専用に作られた新造車両である。開戦時から大戦中期まで用いられた。
I号a型/b型弾薬運搬車
Munitionsschlepper Ia , Ib、ムニッチオーンツシュレッパー
1942年春、部隊配備から外されたI号戦車の砲塔を撤去し、代わりに鋼製の箱型上部構造物を載せ、キャンバス製カバーで上面を覆った改造型装甲弾薬運搬車。翌年には残存するI号戦車全てをこのように改造する命令が出されたが、砲塔を外しただけで新造した構造物の無い物もあった。このような改造はその後、旧式化した戦車や鹵獲した軽戦車でも行われるようになり、余った砲塔は要塞陣地のトーチカに流用された。同様にA型から砲塔を撤去しタンカを載せた野戦救急車型もあった。
I号戦車A型架橋車
Brückenleger、ブルックンリーガー
A型ベースだが、サスペンションが貧弱なため実用性に劣り、後にII号戦車ベースのものに発展。

I号戦車B型爆薬設置車
Ladungsleger、ラドンツリーガー
車体後部にスロープを付けて後方に爆薬を落としていくタイプと、後方に突き出した車内からワイヤーで操作できるアームの先の箱から爆薬50 kgを投下できるものがあった。
I号整備作業車
Instandsetzungskraftwagen
整備中隊用の作業車。故障の多いI号戦車を修理するための、メンテナンスクルー用の機器と修理ツールを運ぶ任務のI号戦車シャーシ。オープントップの操縦訓練用戦車からの改造タイプ（上部構造物の代わりにフレームがあり、雨風除けのキャンバス地の幌を張ることが可能）と、旧式となったI号戦車A型/B型から砲塔を撤去したタイプと、新規にフロントガラスまたはソフトスキン上部構造物を架装したタイプがある。

I号指揮戦車
Kleiner Panzerbefehlswagen (Sd.Kfz.265)
戦車隊の指揮用装甲車両。1935年から1940年にかけて、ドイツ軍の標準的な指揮戦車であった。内部に余裕のないI号戦車A型の砲塔を撤去して小型の上部構造物を載せ、無線送信設備を追加したＩ号指揮戦車A型が6両作られ、次いで車体を延長して車体上部全体を大型構造物に変更したＩ号指揮戦車B型が184両生産された。Ｉ号戦車B型の延長型車台は、元々本車用に新規に開発されたものである。
1930年代初め、ドイツ軍は、当時開発中のI号戦車の集団運用にあたり、戦車部隊に追随し、各車両や部隊本部と連絡可能な装甲車輛を、必要とした。そこで、1934年3月2日、陸軍兵器局 開発・試験部第6課の課長、ヴィルヘルム・フィリップス少佐が、クルップ社の重役との会議で、指揮通信戦車の開発を提示した。
Ｉ号指揮戦車B型の生産は、クルップ社の子会社であるグルゾン製作所の他、ダイムラー・ベンツ社、ヘンシェル社の、計3社で行われた。
Ｉ号指揮戦車B型は、A型のように既存の戦車型からの改造ではなく、完全に新規に製作された。ベースとなった車台は、Ｉ号指揮戦車B型の1ゼーリエがLaSの5aゼーリエ車台、2ゼーリエがLaSの6aゼーリエ車台、と共用で、3ゼーリエは、Ｉ号指揮戦車B型用に追加生産された、LaSの7aゼーリエ車台であった。
専任の無線手1名を搭乗させる内部空間ができたことで、乗員も計3名（指揮官・操縦手・無線手）に増やされた。
砲塔を撤去したために武装がなくなったが、代わりに前面にボールマウント銃架を設けて自衛用の機銃を1挺装備している。車体には900発の機関銃弾薬が搭載可能であり、MG34または旧式のMG13が搭載された例もあったが、実戦では内部スペースを確保するために、機関銃と弾薬庫が取り外されるのが一般的であった。内部には、地図板、書類、その他、作戦指揮や無線操作に必要なキットを収納するスペースが存在した。
無線機はFu.2受信機と、Fu.6送受信機もしくはFu.8送受信機（フレームアンテナ専用）を装備。無線機用のバッテリーに充電するため、専用の小型発電機も装備されていた。アンテナは戦闘室の右後部から横に張り出して装備し、使用時以外はフェンダーに斜めに取り付けられたケースに収納した。後に2 mフレームアンテナ（Rahmenantenne、ラハメンアンテーナ）を増設した車輛もある。
本車は、ポーランド戦、低地諸国・フランス戦、北アフリカ戦、バルカン半島作戦、で活躍した。
ポーランド戦の戦訓から、上部構造の表面に15 mm厚の増加装甲（元の装甲と合計すると28 mm厚）が急遽、施された。
生産された190両の内96両は、1940年5月の低地諸国とフランスへの侵攻開始時に、まだ使用されていた。
ポーランド戦の後、多くがI号装甲救急車（Sanitätskraftwagen I (Sd.Kfz.265)）に改造され、フランス戦で活躍した。I号装甲救急車は、無線機を簡易なものにして無線手を下ろし、代わりに戦場で軍医を運ぶことを主任務としていた。患者・負傷者は、車内に収容することはできず、車体上面に担架を固定して運んだが、それは非常手段であった。
1941年のバルカン半島作戦以後、主力が「III号戦車」に移ると、指揮戦車も、より大型の「III号指揮戦車」にとって代わられた。
中隊レベルでは置き換えられたものの、1942年まで上級指揮官レベルで活躍し続けた。
不要となったI号指揮戦車は、砲兵観測車両や連絡車両などに転用された。一部は、無線操縦式の地雷除去車（Minenräumwagen BI/BII (Sd.Kfz.300)）に改造され、使用された。
少数のI号指揮戦車がハンガリーに輸出された。
大戦末期にも、わずかながらI号指揮戦車がドイツ軍に配備されていたが、ほとんどが訓練用であった。

I号自走重歩兵砲

15 cm sIG 33 (Sf) auf Panzerkampfwagen I Ausf. B
B型に15 cm sIG 33重歩兵砲を搭載したもの。

I号3.7 cm対戦車自走砲（PaK 35/36）
3,7 cm PaK 35/36 L/45 (Sf) auf Panzerkampfwagen I Ausf. A
砲塔を撤去したA型車台に、PaK 35/36 45口径 37 mm対戦車砲を、車輪と砲脚を除いて、シールドごと搭載したもの。ポーランド戦などで対戦車・対人攻撃に活躍。
I号4.7 cm対戦車自走砲

4,7 cm PaK(t) (Sf) auf Panzerkampfwagen I Ausf. B
砲塔を撤去したB型車台に、チェコのシュコダ社製43.4口径 1936年型 47 mm対戦車砲（47 mm K.P.U.V. vz.36）を、車輪と砲脚を除いて車載型に改造した物を、シールドごと搭載したもの。42口径50 mm戦車砲搭載のIII号戦車G型が登場するまでの繋ぎとして貴重な対戦車戦力として活躍。
I号5 cm対戦車自走砲（PaK 38）
5 cm PaK 38 L/60 (Sf) auf Panzerkampfwagen I Ausf. B もしくは Panzerjäger IB mit PaK 38 L/60
砲塔を撤去したB型車台に、PaK 38 60口径 50 mm対戦車砲を、車輪と砲脚を除いて、シールドごと搭載したもの。現地改造車両。
I号7.5 cm対戦車自走砲（PaK 40）
7,5 cm PAK 40 L/46 (Sf) auf Panzerkampfwagen I Ausf. B もしくは Panzerjäger IB mit PaK 40 L/46
砲塔を撤去したB型車台に、PaK 40 46口径 75 mm対戦車砲を、車輪と砲脚を除いて、シールドごと搭載したもの。現地改造車両。ベルリン戦に参加。
I号7.5 cm対戦車自走砲（StuK 40）
7,5 cm StuK 40 L/48 (Sf) auf Panzerkampfwagen I Ausf. B もしくは Panzerjäger IB mit StuK 40 L/48
砲塔を撤去したB型車台に、III号突撃砲用のStuK 40 48口径 75 mm突撃砲を剥き出しで搭載したもの。現地改造車両。ベルリン戦に参加。その外見は、I号戦車の原点であるL.S.K.を彷彿とさせる。重量は最大2トン増加したと推測される。乗員は、車内前部左側の操縦手、砲左側の車長兼砲手、砲右側の装填手、の3名と推測される。砲弾はエンジンルーム上面に置いたと推測される。車体前方に砲身固定用のトラベリング・ロックが追加されている。写真の車両はなぜか履帯を履いていない。
I号対空戦車
2 cm Flak38 auf Panzerkampfwagen I Ausf. A
アルケット社でA型の砲塔と車体上部を撤去し、操縦席を前進させるなど改造。開口部にH鋼で作った台座を置き、そこに2 cm Flak 38対空機関砲を搭載したもので、乗員は5名（または装填手2名と測的手を加え8名）。24両が生産され、やはりI号戦車A型から改造された同数の弾薬運搬車型（「ラウベ」と呼ばれた）、中隊本部のI号戦車と共に、3個中隊からなる第614対空大隊（自動車化）を編成した。
1941年9月から実戦配備されたが、当時の東部戦線では制空権がドイツ側にあったため、むしろ水平射撃による歩兵支援に活躍した。しかし1942年冬、スターリングラード方面で装備を全て失い、解隊された。
MG 34/42 連装機銃架 36 搭載 1-5bゼーリエ/La.S. 改造 教育用車両
Schulfahrzeug 1-5b. Serie/La.S. mit MG 34/42 Zwillingssockel 36
操縦訓練用戦車に、連装機銃架（ツヴィリン・ソッケル） 36で、MG34やMG42を架装した、対空射撃教育用車両（シュールファールツォイク）。少なくとも3輌が改造。
III号戦車砲塔並びに木材ガス発生装置搭載 I号戦車
Panzer I Ausf. A/B mit Panzer III Türm und Holzgasgenerator
A型の車体にIII号戦車の車体上部と砲塔と燃料節約のための木材ガス発生装置を搭載した教育用戦車。B型ベースの車両も存在。1942～43年頃。
木材ガス発生装置搭載 I号火炎放射戦車
Pz.kpfw I Ausf. A Holzgas Flammenwerfer、（略）ホルツガース フラマンヴェアファー
A型の車体に火炎放射器と木材ガス発生装置を搭載した火炎放射戦車。木材ガスは、火炎放射器の燃料ではなく、エンジンの燃料である。ベルリン戦(1945年4月16日～5月2日)で、ドイツ軍が即興の車両を投入。武装は Flammenwerfer klein verbessert 40 (または 41) (最大12回放射可能)。車体側面に木板の簡易装甲が貼ってある。
I号水陸両用戦車
既存のI号戦車を改造した、浮航方式の水陸両用戦車。詳細不明。

## 輸出戦車計画
I号戦車の開発に成功したことで、クルップ社は、1930年代後半に、外国への販売を目的とした一連の軽戦車と中戦車を開発することが可能となった。1936年5月、L.K.A.-「外国向け軽戦車」-を開発するというアイディアが初めて表明された。
以下全て（m.K.A.とs.K.Aは除く）、クルップ M311 空冷V8ガソリンエンジン（85 hp/2,500 rpm）を搭載。
L.K.A. 1（L.K.A.）
I号戦車を基にした輸出用戦車。L.K.A.は、「Leichter Kampfwagen (für) Ausland」（外国向け軽戦車）の略。1938年2月に最初の試験車両「L.K.A. 1 Versuchsfahrzeug」（ファゾーホス・ファールツォイク、試作車両）が完成。I号戦車の原型・試作車（プロトタイプ）だと誤解されることがある。
I号戦車との大きな違いは足回りで、片側が、前方起動輪、中型転輪4個、上部支持輪2個、後方誘導輪からなっていた。転輪は、I号戦車の物よりわずかに大きく、2個ずつが一組となってリーフスプリングで繋がっていた。I号戦車にはあった転輪最前部の衝撃吸収用の独立した転輪は無かった。I号戦車にはあった転輪側面のガーダービームは、L.K.A.には無かった。後方誘導輪は、I号戦車と異なり、地面スレスレの低い位置に付いていたが、ギリギリ地面と接してはいなかった。これにより後方誘導輪付近では履帯下面が斜め上に持ち上がっていた。これは平坦な路上（良道）では地面と接することなく、履帯の接地面積を減らすことで、摩擦抵抗を小さくし、旋回性能や速度を上げる効果があった。起伏の大きい路外（悪路）では自然に地面と接することになり、履帯の接地面積が増えるので、機動力が向上した。
L.K.A. 2（2 cm L.K.A.）
L.K.A.に、砲塔を改修して、KwK30 2 cm機関砲を搭載したタイプ。1938年5月、唯一のプロトタイプが完成。II号戦車の原型・試作車（プロトタイプ）だと誤解されることがある。
2 cm K.A.v.
2 cm L.K.A.の装甲増厚タイプ。重量は最大7 t、正面装甲は最大30 mmまで増加可能。計画のみで放棄。
L.K.B. 1（L.K.B.）
I号戦車を基にしたブルガリア向け輸出用戦車。L.K.B.は、「Leichter Kampfwagen (für) Bulgarien」（ブルガリア向け軽戦車）の略。
L.K.B. 2
I号戦車を基にした輸出用戦車。1938年2月までにL.K.B.1を改造して製作。足回りを改良、後方誘導輪が少し持ち上がっている（路上では接地しない）。
L.K.B. 3
I号戦車B型を改造したスウェーデン向け訓練用戦車。1937年9月までに1両改造。上部構造の代わりにバラストが設置された。スウェーデンは取引を拒否。
2 cm L.K.B.
L.K.B.に、KwK30 2 cm機関砲を搭載したタイプ。砲塔は2 cm L.K.A.の物と同じ。計画のみ。
m.K.A.（4,5 cm K.A.v.）
Mittlerer Kampfwagen (für) Ausland（外国向け中戦車）の略。L.K.A.やL.K.B.と同じく、クルップ社が開発した輸出用中戦車。III号戦車あるいはIV号戦車の原型・試作車だと誤解されることがある。
1937年6月時点の仕様では、重量 12トン、エンジン出力 180～200馬力、最高速度 40 km/h、装甲厚 最大25 mm、武装 45 mm砲1門と機関銃2挺、乗員 4名。
1937年10月9日、陸軍兵器局は自軍の最新戦車と同じ技術が使われていることから本車を輸出しないことを決定したが、1938年2月、クルップ社は独断で開発を続行。1939年以前に、車体・砲塔・砲の、基本構成要素は完成し、1940年10月までに組み立てられて1輌が完成。試験において良好な結果を得た。第二次世界大戦が始まると、輸出用戦車を生産する余裕も無く、III号戦車にも劣る本車に、自軍からの需要も無く、試作車は最終的にスクラップにされた。
クルップ社が開発した50口径45 mm半自動戦車砲を搭載。初速750 m/s。距離1,000 mで、90度の角度の40 mm厚の装甲板を貫徹する。車体装甲厚は正面25 mm、側面18 mm、砲塔装甲厚は正面25 mm、側面16 mm。230馬力のマイバッハHL 98エンジンを搭載。車体前方機関銃と同機銃手は無い。
s.K.A. (7,5 cm K.A.)
Schwerer Kampfwagen (für) Ausland（外国向け重戦車）の略。m.K.A.に7.5 cm砲を搭載する14 t級重戦車。早い段階で計画中止。

## 参考資料
- 佐藤光一、「特集：ドイツI号軽戦車」、『月刊グランドパワー2000/4号』、ガリレオ出版
- 尾藤満ほか、『アハトゥンク・パンツァー第7集 I号戦車・II号戦車と派生型編』、大日本絵画、2003
- Peter Chamberlain, Hilary Doyle, 『ENCYCLOPEDIA OF GERMAN TANKS OF WORLD WAR TWO - 月刊モデルグラフィックス別冊・ジャーマンタンクス』、大日本絵画、1986